# 1999 GS46
1999 GS46, também escrito como 1999 GS46, é um objeto transnetuniano (TNO) que está localizado no cinturão de Kuiper, uma região do Sistema Solar. Este corpo celeste é classificado como um cubewano. Ele possui uma magnitude absoluta (H) de 6,8 e, tem um diâmetro estimado com cerca de 192 km, por isso é pouco provável que possa ser classificado como um planeta anão, devido ao seu tamanho relativamente pequeno.

## Descoberta
1999 GS46 foi descoberto no dia 12 de abril de 1999 pelos astrônomos A. Delsanti e O. R. Hainaut.

## Órbita
A órbita de 1999 GS46 tem uma excentricidade de 0.087 e possui um semieixo maior de 44.523 UA. O seu periélio leva o mesmo a uma distância de 40.669 UA em relação ao Sol e seu afélio a 50.643.